# Helmet-biblioteket
Helmet-biblioteket är ett samarbete i Finland mellan stadsbiblioteken i Esbo, Grankulla, Helsingfors och Vanda.

## Historia
Redan 1976 skaffade huvudstadsregionens bibliotek ett gemensamt lånesystem. På 1980-talet kom det gemensamma lånekortet. Det tredje lånesystemet infördes 2002 och då började namnet Helmet att användas.

## Helmets litteraturpris
Sedan 2015 delar Helmet ut ett litteraturpris till finländska böcker som har kommit ut de senaste fem åren. De kan vara på svenska eller finska, för vuxen eller barn. Både skön- och facklitteratur kan komma ifråga.